# Çanakyayla, Adilcevaz
Çanakyayla là một xã thuộc huyện Adilcevaz, tỉnh Bitlis, Thổ Nhĩ Kỳ. Dân số thời điểm năm 2011 là 495 người.